# 歐洲軍事史
欧洲军事史是指欧洲大陆的战争史。在古代，歐洲大陸就頻繁發生戰爭。例如古希腊與阿契美尼德帝国之間就爆發過波希战争。古罗马與波斯人的衝突導致罗马—波斯战争爆發。古羅馬又與迦太基之間發生衝突並爆發布匿战争。 歐洲境內爆發的大規模戰爭還有三十年戰爭、一戰、二戰以及俄烏戰爭。